# Герб Зеленоградского административного округа
Герб Зеленоградского административного округа — официальный символ Зеленограда, одного из 12 административных округов Москвы. Утверждён 2 октября 2000 года.

## Описание
Официальное описание герба:
В щите московской формы левая узкая перевязь, скошенная серебром и золотом. В верхнем зелёном поле золотая с серебром стилизованная микросхема в форме прямого равноконечного креста. В нижнем красном поле серебряный памятник-монумент защитникам Москвы. Щит наложен своей верхней частью на красный, мурованный золотом, фигурный зубец стены Московского Кремля. Над зубцом золотая лента с надписью красными буквами: «Москва». Щитодержатели — две белки натуральных цветов, сидящие на двух перекрещённых ветвях натуральных цветов — дубовой слева и еловой справа. Ветви перевиты золотой лентой с надписью зелёными буквами — «Зеленоград»
Автор герба — архитектор Валерий Метайкин.

## Символика
Левая узкая перевязь, скошенная серебром и золотом, символизирует две крупнейшие федеральные магистрали, проходящие по территории округа — железнодорожную линию и автомобильное шоссе, соединяющие Москву и Санкт-Петербург. Золотая с серебром стилизованная микросхема в форме прямого равноконечного креста на зеленом поле символизирует ведущую роль Зеленограда в становлении и развитии отечественной электронной промышленности. Серебряный памятник-монумент защитникам Москвы на красном поле символизирует важный рубеж обороны столицы, начало разгрома гитлеровских войск в битве под Москвой в 1941 году. Две перекрещённые ветви натуральных цветов, дубовая и еловая, символизируют обширные лиственные и хвойные леса, окружающие город и непосредственно входящие в архитектурно-планировочную структуру Зеленограда. Две белки натуральных цветов символизируют любовь жителей Зеленограда к природе своего округа и особенно к этим самым популярным в городе зверькам, которых дети и взрослые наблюдают каждый день и кормят с рук.

## История
Геральдистом-энтузиастом С. А. Акатовым выпускался сувенирный значок с эмблемой города Зеленограда (1988 год). Этот вариант эмблемы не использовался и не утверждался официально. Современный герб Зеленоградского АО утверждён распоряжением мэра Москвы №1035-РМ от 2 октября 2000 года.

## Гербы муниципальных образований
Крюково
Герб внутригородского муниципального образования Крюково принят решением муниципального Собрания от 22 декабря 2004 года № 43/9-РМС.
Описание: В зелёном поле золотое изображение поющего соловья на золотой ветке символизирует оптимизм и упорство жителей района, которые верны памяти своих дедов и отцов, разгромивших фашистских захватчиков (на территории района проходили бои за оборону Москвы). В настоящее время соловьи опять радуют своим пением крюковчан. В белом поле — зеленью и чернью стилизованное изображение первого паровоза символизирует железнодорожную станцию «Крюково» на Николаевской железной дороге (1851 год), ныне — федеральная магистраль Октябрьская железная дорога. На золотой ленте чернью название района «Крюково» (от одноименной деревни XVI века).
Матушкино
Герб внутригородского муниципального образования Матушкино принят решением муниципального Собрания 21 декабря 2004 года № 61-РС.
Описание: щит московской формы скошен слева. В верхнем зелёном поле серебряный свиток, обременённый совмещенными символами атома и кристаллической решётки кремния. В нижнем красном, усеянном золотыми языками пламени, поле древнерусский воин в серебряных доспехах, с опущенным серебряным мечом в правой руке, и опирающийся левой рукой на серебряный щит.
Свиток на зеленом поле, несущий совмещенные символы атома и кристаллической решетки кремния, символизирует план строительства Зеленограда, как центра электронной промышленности. С территории Матушкино начиналась застройка будущего города-спутника Москвы. Древнерусский воин символизирует фигуру родового герба бывших владельцев этих земель дворян Матюшкиных, по фамилии которых получило свое название село Матушкино. Золотые языки пламени символизируют память о воинах, павших в ожесточенных боях на территории Матушкино осенью 1941 года в битве за Москву. Прах Неизвестного солдата, захороненный у кремлёвской стены, был взят из братской могилы на территории Матушкино.
Савёлки
Герб внутригородского муниципального образования Савёлки принят решением муниципального Собрания 07 декабря 2004 года № 15-МС.
Описание: щит московской формы скошен слева. В верхнем голубом поле три серебряные кувшинки: две и одна. В нижнем серебряном поле красная церковь с чёрной крышей и куполом.
Серебряные кувшинки на голубом поле символизируют популярное место отдыха городского населения — «Чёрное озеро», ранее благоустроенные купальни. Красная церковь с чёрной крышей и куполом символизирует расположенный на территории муниципального образования Храм Николая Чудотворца, который был построен в 1825 году и является древнейшим каменным сооружением в Зеленограде.
Силино
Герб внутригородского муниципального образования Силино принят решением муниципального Собрания 10 ноября 2004 года № 48/11.
Описание: шит московской формы скошен слева. В верхнем зелёном поле золотое семилопастное височное кольцо (древнее украшение). В нижнем голубом поле золотая мурованная водокачка с серебряной крышей.
Древнее украшение — семилопастное височное кольцо символизирует одно из самых древних поселений Северо-Западного Подмосковья. На территории Силино находится насыпь древнего кургана, в котором и было найдено височное кольцо. Золотая мурованная водокачка с серебряной крышей символизирует искусственный водоем, образовавшийся в середине XIX века от воздвигнутой плотины, перегородившей русло реки Сходня. Водоем и построенная рядом с ним водокачка использовались для обслуживания паровозов на станции Крюково Николаевской, ныне Октябрьской, железной дороги. В настоящее время водоем является местом отдыха.
Старое Крюково
Герб внутригородского муниципального образования Старое Крюково принят решением муниципального Собрания №76 от 14 декабря 2004 года.

Описание: Щит московской формы скошен слева. В красном поле золотая дубовая ветвь, в голубом поле — золотая ладья под серебряным парусом. Золотая дубовая ветвь символизирует воинскую славу и беспримерный подвиг защитников Москвы в декабре 1941 года, а также сохранившиеся до настоящего времени дубы в лесопарковой зоне муниципального образования. Золотая ладья с серебряным парусом символизирует древний торговый путь из варяг в греки, который проходил по реке Сходня ещё до образования Московского княжества.

Гербы внутригородских муниципальных образований в Зеленоградском административном округе
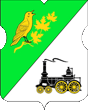
Крюково
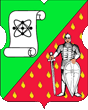
Матушкино
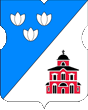
Савёлки
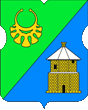
Силино
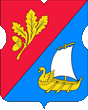
Старое Крюково